# Adenophora amurica
Adenophora amurica là loài thực vật có hoa trong họ Hoa chuông. Loài này được C.X.Fu & M.Y.Liu mô tả khoa học đầu tiên năm 1986.